# 2016年リオデジャネイロパラリンピックのジョージア選手団
2016年リオデジャネイロパラリンピックのジョージア選手団（2016ねんリオデジャネイロパラリンピックのジョージアせんしゅだん）は、2016年9月7日から9月18日までブラジルのリオデジャネイロで開催された2016年リオデジャネイロパラリンピックジョージア選手団の名簿。ジョージアはパラリンピック全大会通じて初のメダル獲得となった。

## 選手団
- 人員: 選手 5人

## メダル獲得者
| メダル   | 名前                   | 競技 | 種目       | 日付（現地） |
| -------- | ---------------------- | ---- | ---------- | ------------ |
| 金メダル | ズヴィアド・ゴゴチュリ | 柔道 | 男子90kg級 | 9/10         |

## 種目別選手・スタッフ名簿及び成績

### アーチェリー
- ヴァノ・ツィクラウリ（男子個人リカーブ）予選グループ敗退

### 柔道
- ズヴィアド・ゴゴチュリ（男子90kg級） 金メダル

### パワーリフティング
- アカキ・ジンチャラゼ（男子97kg級）155、9位

### 競泳
- リア・チャチバイア（女子100m平泳ぎ SB8 運動機能）2分02秒60 予選敗退

### 車いすフェンシング
- イルマ・ヘツリアニ（女子フルーレ個人カテゴリーB）準々決勝敗退